# Гу Яньу
Гу Яньу́ (кит. трад. 顧炎武, упр. 顾炎武, пиньинь Gù Yánwǔ; 15 июля 1613 — 15 февраля 1682) — китайский философ-конфуцианец, идеолог антиманьчжурской борьбы в стране, а также астроном, филолог, историк, географ, экономист и агроном. Был основателем философского направления пу сюэ 樸學 («конкретное учение» или «учение о единстве», см. zh:清學).

## Биография
Родился в Куньшане (совр. округ Сучжоу, Цзянсу), в семье богатого аристократа Гу Тунъина. В 1627 году поступил в школу, где получил хорошее образование, позволившее ему затем занять ряд должностей в провинциальных управлениях. Его именем при рождении был Гу Ян; псевдоним «Гу Яньу» (кит. «Пламенный воитель») он принял после вторжения в страну маньчжурской армии Доргоня. Гу Яньу стал известен как непримиримый борец против маньчжурского завоевания Китая; в 1644 году, когда северная часть страны была захвачена маньчжурами, он бежал на юг и в 1645 году вошёл в состав правительства империи Южная Мин.
При маньчжурском правлении Гу Яньу демонстративно отказывался от какой бы то ни было государственной карьеры. В 1655 году был посажен в тюрьму, но благодаря влиятельным друзьям вскоре освобождён; в 1688 году вновь оказался под арестом и вновь вышел на свободу в скором времени, но после этого заключения уже отошёл от политики, полностью посвятив себя философии и различным наукам. Умер в 1682 году, неудачно упав с лошади во время возвращения домой из очередной поездки.

## Взгляды и учёная деятельность
Оставил целый ряд трудов по философии, истории, праву, экономике и филологии: в частности, пытался объяснить падение империи Мин распространением неоконфуцианства, в первую очередь учения Ван Янмина синь сюэ, которое он считал порочным (и при этом замаскированным под конфуцианство чань-буддизмом) и которому противопоставлял ортодоксальное «настоящее» конфуцианство эпохи Хань (шэн сюэ), к возрождению которого и призывал. По этой причине его учение, установившее новые стандарты полезности и точности знаний, получило название «хань сюэ».
Гу Яньу активно выступал за необходимость доказательства практической применимости и обоснованности знания, поскольку считал, что для знания обязательно должно быть место в конкретной действительности. Главными из заветов Конфуция он считал «расширение познаний в культуре» и «сохранение чувства стыда в своих поступках».
В своих юридических работах Гу Яньу считал, в отличие от Хуан Цзунси, человеческий фактор определяющим по отношению к законам: по его мнению, большое количество законов не требуется, поскольку перекрывает оттесняет моральные нормы, а способом к улучшению морали является свобода выражения собственных мыслей посредством общественных обсуждений. Выдвинул доктрину зависимости целого, под которым понимал власть, от его частей, что противоречило традиционной на то время концепции «тела и членов»: считал, что государственные чиновники должны разделять власть с императором, а личные интересы каждого должны служить общему благу, но при этом не могут искореняться. Был одним из первых философов, рассматривавших отдельно общество и государство: обществом он считал Поднебесную, тогда как государством — конкретную династию, гибелью общества, в отличие от гибели государства, — полную утрату моральных норм; гарантом сохранения государства, таким образом, считал необходимость сохранения в первую очередь общества.
Полагал, что причиной претензий на власть является жажда обогащения, поэтому выступал за искоренение бумажных денег, называя их «мнимыми», и ставил социально-политическую стабильность выше экономического благосостояния, и именно её считал главной целью повышения стоимости денег.
Гу впервые занялся систематическим изучением рифм «Книги песен». Он разделил их на 10 групп, таким образом став одним из основополагателей изучения фонологии древнекитайского языка (наряду с Чэнь Ди 陳第, 1541—1617). Он также написал целый ряд лирических поэм, в которых воспевал эстетические ценности.